# Felicia Fox
Felicia Fox (Enon, 25 maggio 1974) è un'ex attrice pornografica statunitense.

## Riconoscimenti
AVN Awards
- 2004 - Best Oral Sex Scene (video) per Heavy Handfuls #3 con Nevaeh Ashton, Benjamin Brat, Jake Malone, Chris Mountain, Tony Sexton e Tyler Wood[2]

NightMoves Award
- 2003 - Best Feature Dancer (Fan Choice)[3]

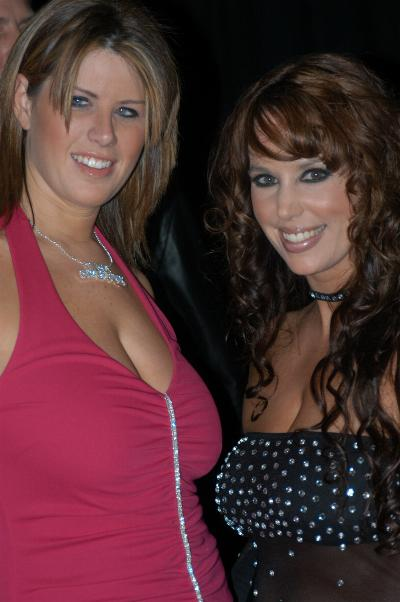
Fox partecipa al ventiduesimo AVN Awards con Lisa Sparxxx (2005)

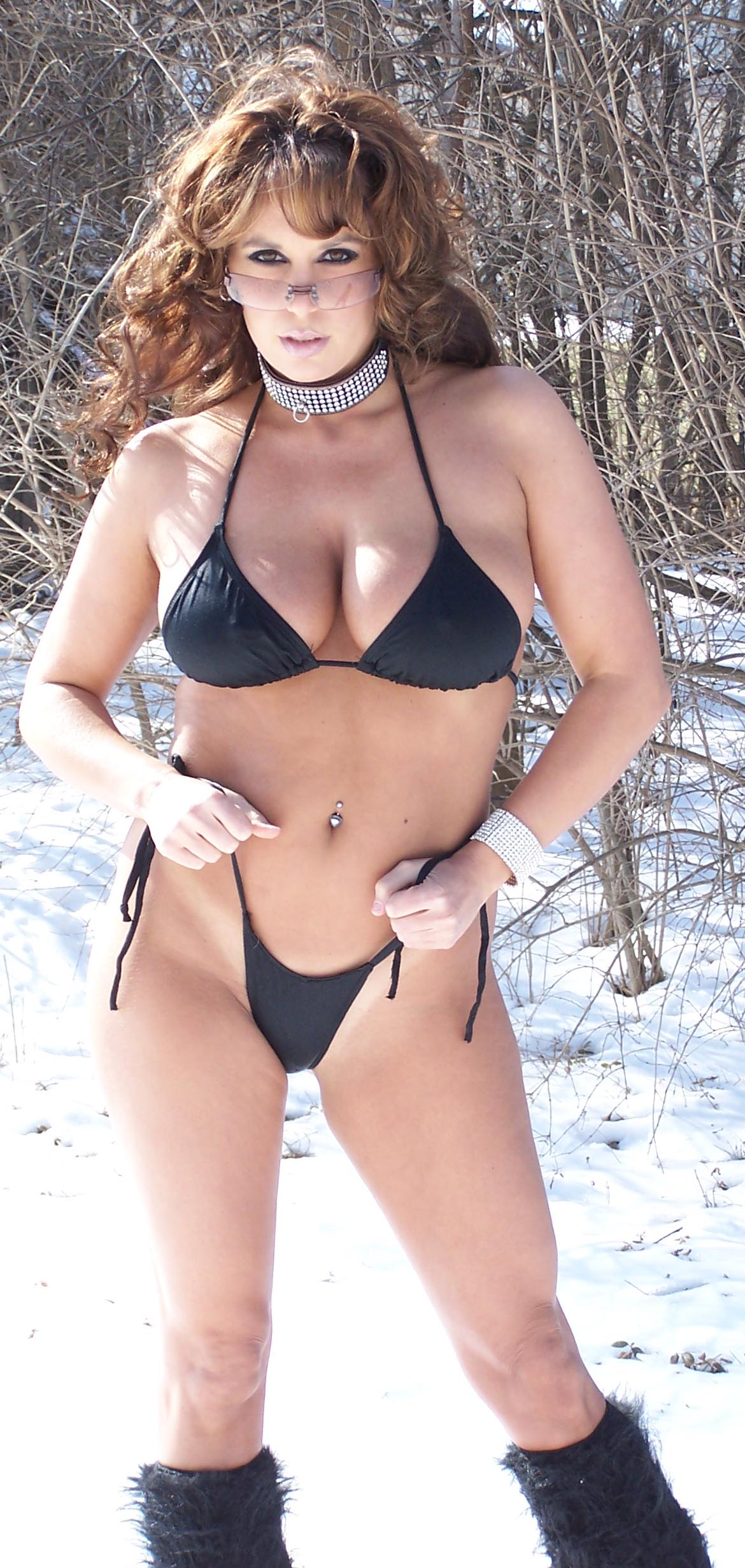
Felicia Fox in posa in bikini (2005)

XRCO Award
- 2004- Orgasmic Oralist[4]

## Filmografia
- Interactive Shock Jock (2001)
- Last Chance (2001)
- Match Maker (2001)
- More Than A Handful 9 (2001)
- Morning Star (2001)
- Pussy Playhouse 1 (2001)
- Rags To Riches (2001)
- Raven (2001)
- Roadblock (2001)
- Sex Merchants (2001)
- Sleep Walker (2001)
- Titty Fuckers 5 (2001)
- Virtual Blowjobs: Casting Couch (2001)
- Virtual Blowjobs: Vivid University (2001)
- Virtual Vivid Rock Star (2001)
- Windows (2001)
- 100% Natural 1 (2002)
- All There Is (2002)
- Confederate Cuties 4 (2002)
- Cum Dumpsters 1 (2002)
- Devinn Lane Show 4: And the Winner Is... (2002)
- Howard Ramone's Bada Bimbos 2 (2002)
- If You Only Knew (2002)
- Mind Phuk (2002)
- Passion Designer (2002)
- Special Auditions 3 (2002)
- Thrills 1 (2002)
- Throat Gaggers 1 (2002)
- We Go Deep 18 (2002)
- Young Fun (2002)
- 100% Blowjobs 22 (2003)
- Adult Video News Awards 2003 (2003)
- American Gunk (2003)
- Asseaters Unanimous 1 (2003)
- Barefoot Beauties (2003)
- Beat the Devil (2003)
- Beauty Within (2003)
- Boobsville Sorority Girls (2003)
- Busty Beauties 5 (2003)
- Celestial Desires (2003)
- Cheeks and Thong's Up in Stroke (2003)
- Deep Throat This 17 (2003)
- Double Decker Sandwich 1 (2003)
- Exile (2003)
- Eye Spy: Celeste (2003)
- Heavy Handfuls 3 (2003)
- Jesse Jane: Erotique (2003)
- Knee Pad Nymphos 6 (2003)
- Love, Crazy (2003)
- Match Play (2003)
- Naughty Wives Club 11 (2003)
- Peach's Bikini Bash (2003)
- Pure Lust (2003)
- Pussyman's Decadent Divas 22 (2003)
- Sex Drugs and Rock-n-Roll (2003)
- Southern Magnolias: Wild Things (2003)
- Special Auditions 5 (2003)
- Tricks And Treats (2003)
- Vivid Games (2003)
- Voluptuous 4 (2003)
- Vortexxx (2003)
- We Go Deep 19 (2003)
- Wet and Messy Big Boobs (2003)
- Wet Brunettes 1 (2003)
- When The Boyz Are Away The Girlz Will Play 12 (2003)
- Where The Girls Sweat 8 (2003)
- 100% Blowjobs 30 (2004)
- Adult Video News Awards 2004 (2004)
- Attack of the 15" Cocks (2004)
- Big Breasted Beauties (2004)
- Blowjob Adventures of Dr. Fellatio 42 (2004)
- Cargo (2004)
- Heavy Handfuls 4 (2004)
- Hooter Castle (2004)
- Hustler's Greatest Tits (2004)
- Irresistible Temptations (2004)
- My First Love (2004)
- Not Far From Heaven 2 (2004)
- Sitting Pretty (2004)
- Stocking Strippers Spanked 3 (2004)
- Elements of Desire (2005)
- Guilty Pleasures (2005)
- Key to Sex (2005)
- KSEX 1: Sexual Frequency (2005)
- Les' Be Friends (2005)
- Mature Kink 30 (2005)
- Money Hole (2005)
- Rachel's Requiem (2005)
- Stormy Daniels' Private Eyes (2005)
- Take That Deep Throat This 2 (2005)
- Missionary Impossible (2006)
- Please Bang My Wife 1 (2006)
- Red White And Goo (2008)
- Stuff Her Ballot Box (2008)
- Missionary Impossible (2006)
- Please Bang My Wife 1 (2006)
- Red White And Goo (2008)
- Stuff Her Ballot Box (2008)